# Чаплін Іван Григорович
Ча́плін Іва́н Григо́рович (1 січня 1888, Ново-Олександрівка, Катеринославська губернія — 8 вересня 1942, Бахмут) — активний учасник встановлення радянської влади у Бахмутському повіті на Донеччині, командир загону «червоних партизанів» (1918 р.), пізніше — командир 12-го Українського радянського полку, кавалер Ордену Червоного Прапора (СРСР).

## Біографія
Працював з 10 років на соляній копальні поруч із батьком. 1905 року брав участь у роботі політичних гуртків.
З 1909 року служив в уланському кавалерійському полку Російської імператорської армії в Бессарабській губернії. Брав участь у Першій світовій війні.
У серпні 1918 року Чаплін став командиром загону «червоних партизанів» та склав присягу на вірність Українській Державі, однак був налаштований пробільшовицьки. У листопаді 1918 року зрадив гетьмана Скоропадського й підняв проти нього повстання, захопивши станцію Бахмут-Північна. До самого саме міста не вступав через прохання міської думи та присутність у місті білогвардійського загону.
Відтак загін здійснив рейд по Північно-Донецькій залізниці, зайнявши Лиман, Ізюм, Балаклею, Слов'янськ та Костянтинівку. Після цього повстанці спробували знову захопити Бахмут.
Від 16 лютого 1919 р. — командир 12-го Українського радянського полку та начальник Бахмутського укріпленого району.
1927 року демобілізувався та працював на соляній копальні, згодом — директором заводу «Пролетар» та Деконського комбінату.
У роки Другої світової війни — керівник радянського диверсійного загону. Був затриманий нацистами та розстріляний поблизу алебастрового комбінату.
В Україні внесений до переліку осіб, що підлягають декомунізації.
Рішенням бюро Артемівського міського комітету КПУ та виконкому Артемівської міської ради від 8 травня 1965 року Іванові Чапліну надано звання почесного громадянина Артемівська (тепер почесний громадянин міста Бахмут). На його честь у місті були названі вулиця та сквер у Бахмуті, вулиця в Соледарі.
Посмертно нагороджений медаллю «Партизанові Вітчизняної війни» I ступеню за наказом Українського штабу партизанського руху № 113 від 5 квітня 1945 року. Кавалер Ордену Червоного Прапора.